# Messier 4
M4 (Messierobjekt 4) eller NGC 6121 är en  klotformig stjärnhop i stjärnbilden Skorpionen. Den upptäcktes av Jean-Philippe de Cheséaux 1746. Den befinner sig på ett avstånd av cirka 7 200 ljusår från jorden vilket gör den till en av de närmaste klotformiga stjärnhoparna. M4 har en skenbar magnitud på 5,9 vilket innebär att den går att observera med blotta ögat.
1995 fotograferade man med Rymdteleskopet Hubble en vit dvärg stjärna i M4, som är en av de äldsta stjärnorna i vintergatan. 
En närmare undersökning av M4 av Hubble i juli 2003 resulterade i att man hittade en planet, PSR B1620-26c, som ingår i ett system av 3 vita dvärgar och en pulsar. Planeten har en massa på 2,5 gånger Jupiters. Man antar att planetsystemet är ungefär lika gammalt som stjärnhopen, vars ålder uppskattas vara cirka 13 miljarder år.